# Новгородковский сельский совет (Мелитопольский район)
Новгородковский сельский совет (укр. Новгородківська сільська рада) — входит в состав
Мелитопольского района
Запорожской области
Украины.
Административный центр сельского совета находится в 
с. Новгородковка
.

## История
- 1920 — дата образования.

## Населённые пункты совета
- с. Новгородковка
- с. Высокое
- с. Малый Утлюг
- с. Маяк
- с. Новоакимовка
- с. Степное